# Damian Lazarus
 (mai 2012).
Damian Lazarus est un DJ et producteur de musique électronique britannique, fondateur du label Crosstown Rebels.

## Biographie
Né à Londres, Damian Lazarus commence sa carrière en tant que journaliste musical pour le magazine Dazed & Confused, où il devient secrétaire de rédaction.

## Discographie

### Maxis
2009 : Neverending (Get Physical)
2009 : Memory Box / Spinnin’ (Get Physical)
2009 : Moment (Get Physical)
2010 : Diamond In The Dark (Get Physical)
2011 : Different Now (Part 1) (Crosstown Rebels)